# Edmond Lefever
Edmond Lefever (* 25. Februar 1839 in Ypern; † 18. April 1911 in Schaarbeek) war ein belgischer Bildhauer.

## Biografie
Lefever wurde als Sohn eines Kohlenhändlers geboren und erlernte sein Handwerk als Bildhauer noch in seiner Geburtsstadt und gewann in Ypern seine ersten beiden Preise. Von 1862 bis 1871 bildete er sich an der Brüsseler Akademie aus. Im Jahr 1873 besuchte er mit einem Freund, Polydore Comein, Rom. Nach seiner Rückkehr ließ er sich in Schaarbeek nieder. Darauf folgten regelmäßige Ausstellungen in Belgien und anderswo. Er gewann Auszeichnungen in London (1878) sowie in Adelaide und Caracas (1888).
Lefevers Arbeiten waren vielseitig, sowohl in Sachen Material (Bronze, Marmor, Elfenbein und Terrakotta), wie auch bezüglich den Stilen: Büsten, allegorische und religiöse Objekte und schließlich realistische Darstellungen.
Er erhielt zahlreiche Aufträge von behördlicher Seite:
- Fünf Statuen für die Tuchhallen von Ypern (1875). Diese wurden aber während des Ersten Weltkriegs zerstört.
- Die Statuen von Anton von Burgund und Jeanne de Luxembourg, für das Rathaus von Brüssel (1878).
- Cendrillon (Aschenputtel) im Josaphat-Park in Schaarbeek (1881).
- Eine Statuette, welche den Beruf der Metzger darstellt, auf dem Place du Petit Sablon, Brüssel (1882).
- Les armes des Beaux-Arts, ein sogenanntes bas-relief im Brüsseler Museum, 1893.

## Werke (Auswahl)

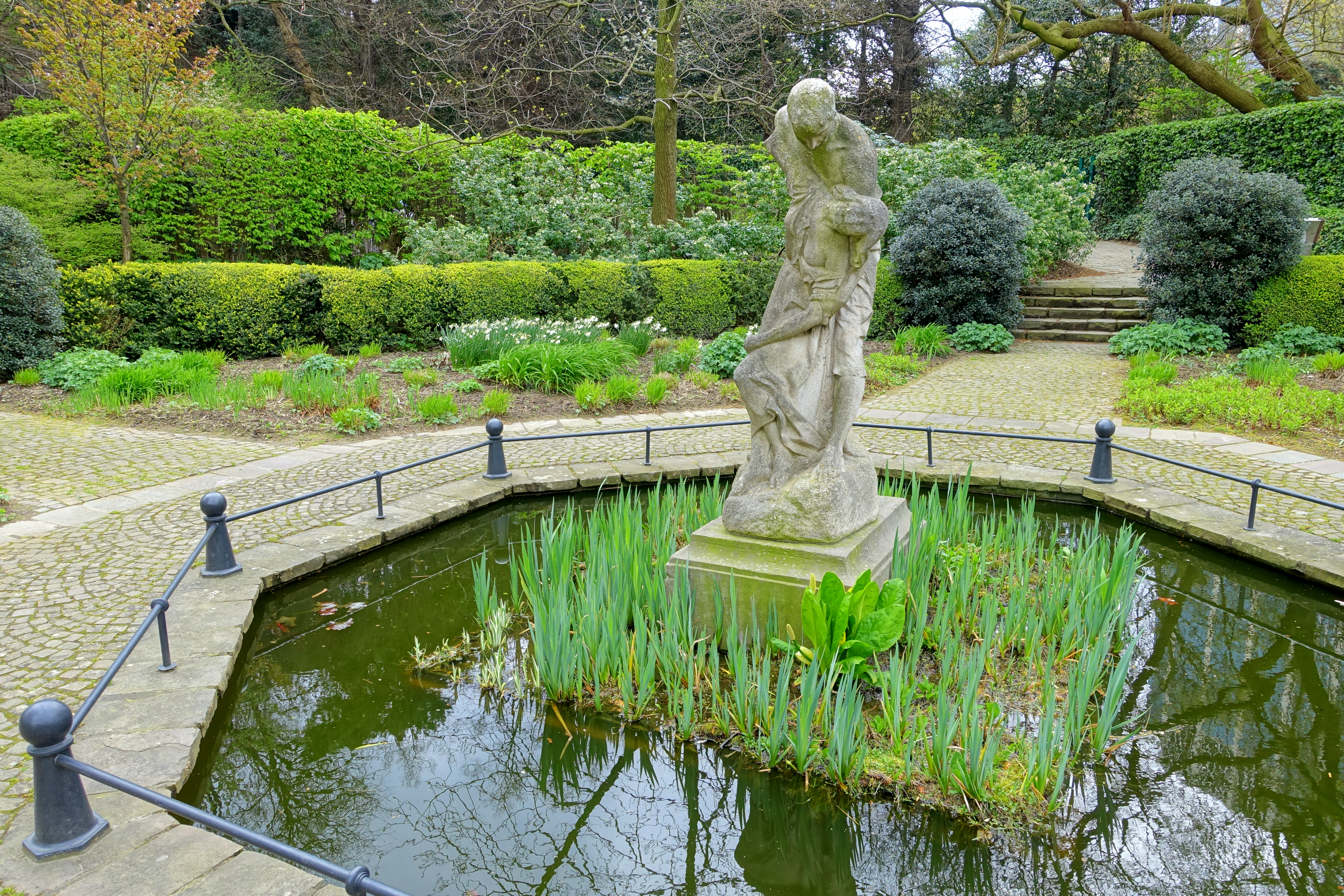
"Junges Mädchen, aus dem Wasser gerettet", Botanischer Garten Brüssel.
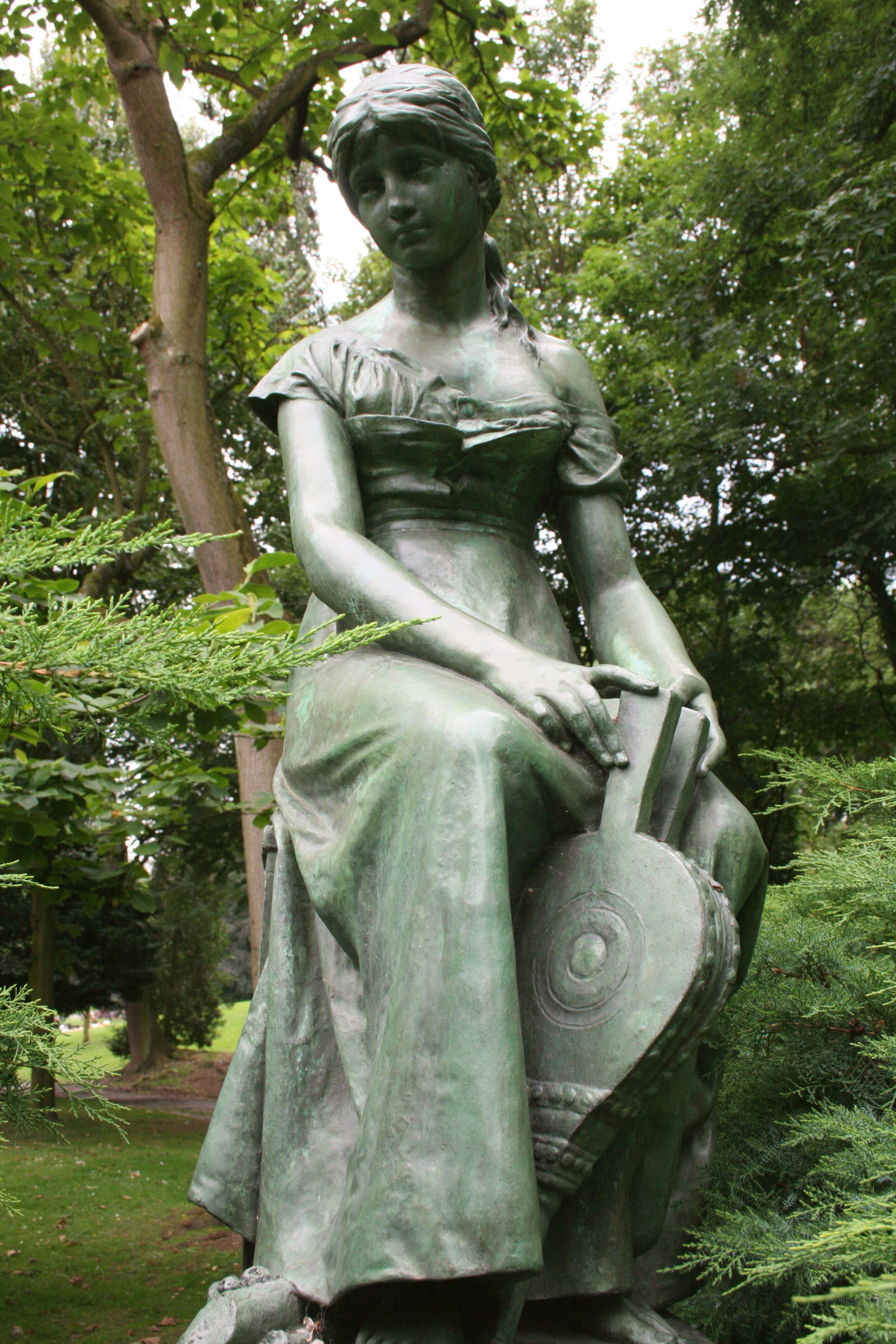
Cendrillon, Parc Josaphat, Schaarbeek.
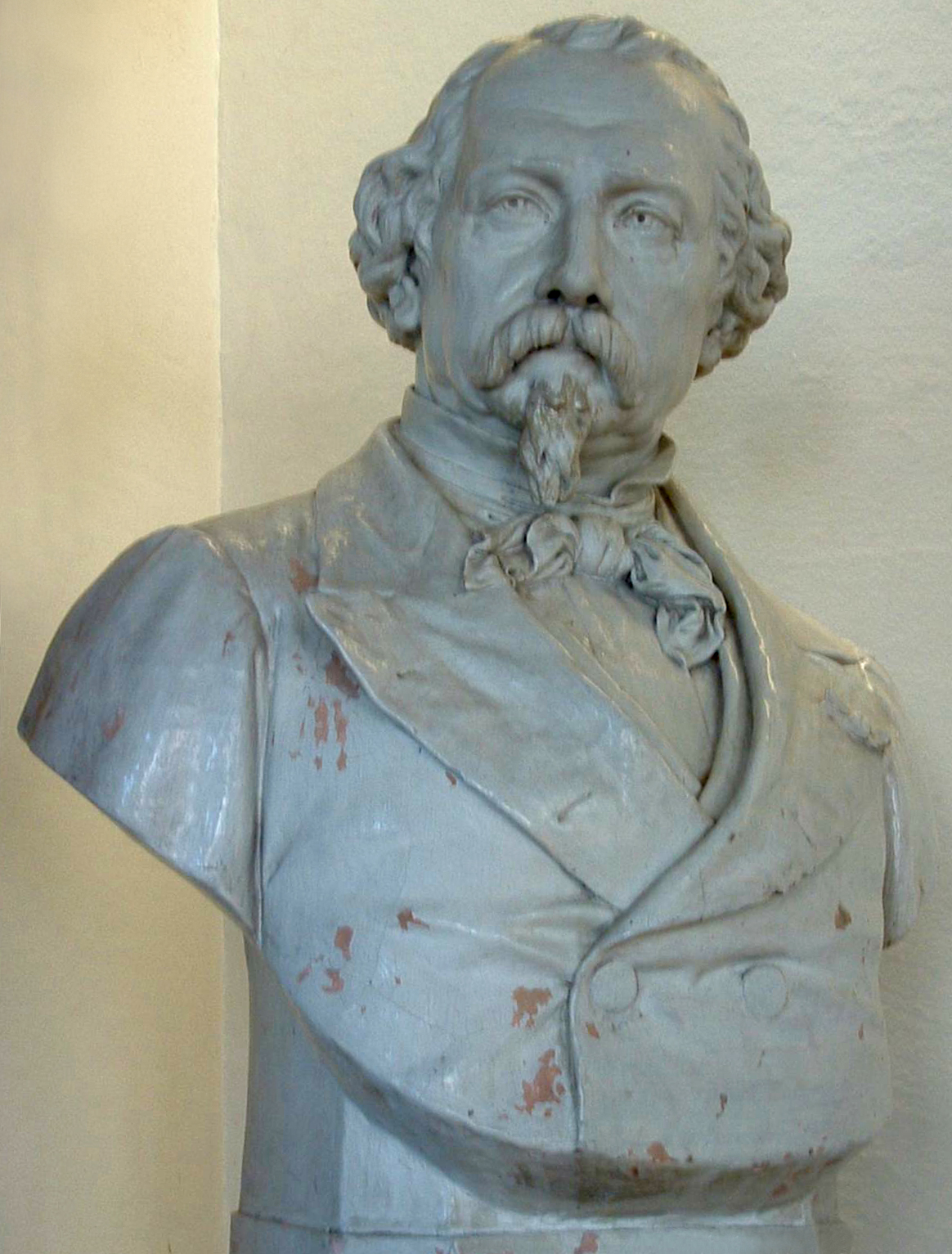
Büste von Adrien François Servais
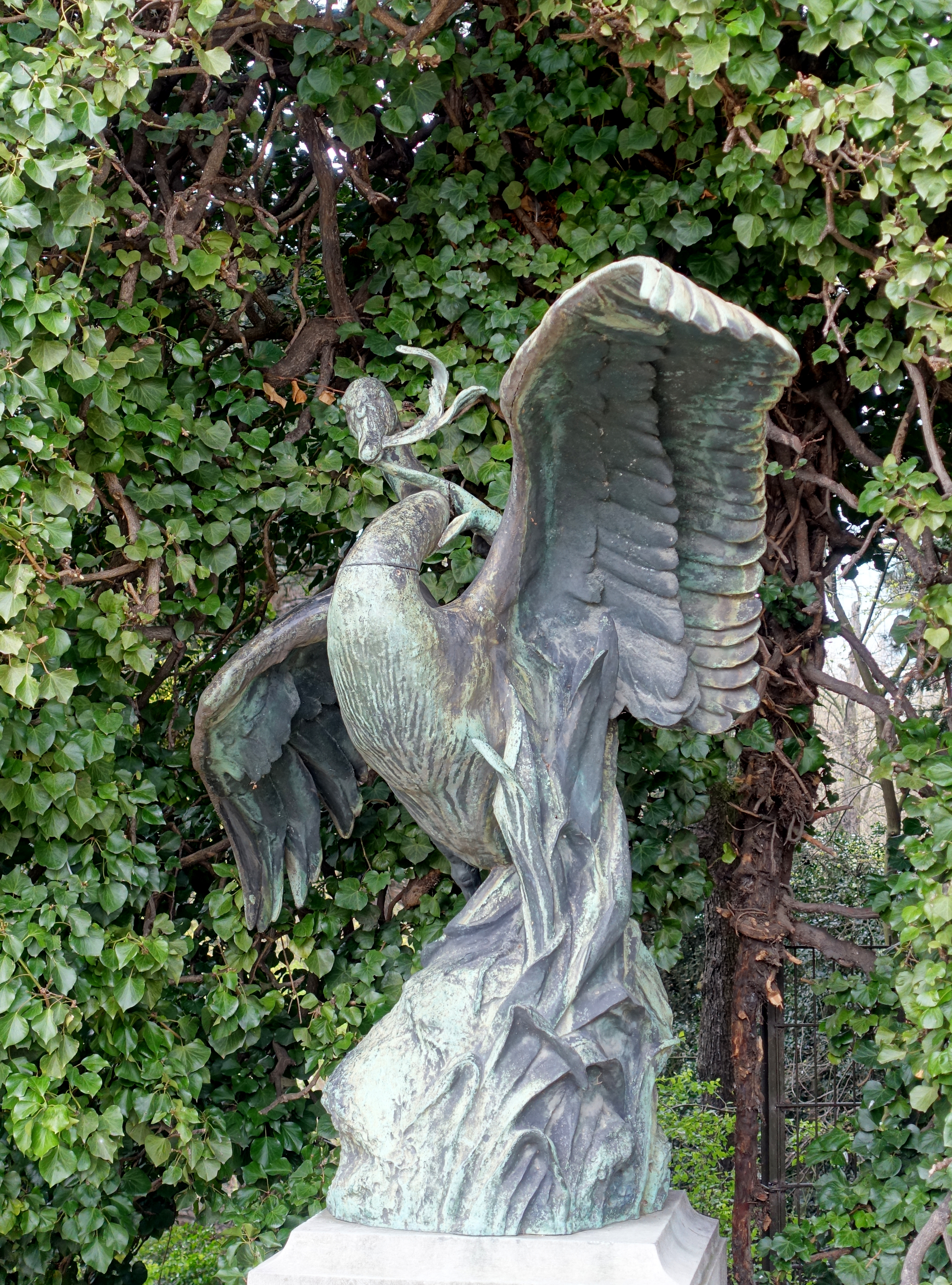
Schwan, Botanischer Garten von Brüssel.

| Personendaten    | Personendaten        |
| ---------------- | -------------------- |
| NAME             | Lefever, Edmond      |
| KURZBESCHREIBUNG | belgischer Bildhauer |
| GEBURTSDATUM     | 25. Februar 1839     |
| GEBURTSORT       | Ypern                |
| STERBEDATUM      | 18. April 1911       |
| STERBEORT        | Schaarbeek           |